# Hoplitis hierichonica
Hoplitis hierichonica är en biart som först beskrevs av Mavromoustakis 1949.  Hoplitis hierichonica ingår i släktet gnagbin, och familjen buksamlarbin.

## Underarter
Arten delas in i följande underarter:
- H. h. hierichonica
- H. h. wolfi